# Rajtopíky
Rajtopíky este o arie protejată (arie specială de conservare — SAC, sit de importanță comunitară — SCI) din Slovacia întinsă pe o suprafață de 256,34 ha, integral pe uscat.

## Localizare
Centrul sitului Rajtopíky este situat la coordonatele 48°59′47″N 20°51′53″E / 48.996389°N 20.864722°E.

## Înființare
Situl Rajtopíky a fost declarat sit de importanță comunitară în aprilie 2004 pentru a proteja 2 specii de plante și 6 specii de animale. Situl a fost protejat și ca arie specială de conservare în martie 2004.

## Biodiversitate
Situată în ecoregiunea alpină, aria protejată conține 8 habitate naturale: Păduri pe pante, grohotișuri și ravene de Tilio-Acerion, Izvoare petrifiante cu formare de travertin (Cratoneurion), Păduri de fag din Europa Centrală dezvoltate pe sol calcaros cu Cephalanthero-Fagion, Mlaștini alcaline, Păduri calcicole cu Pinus sylvestris din Carpații Occidentali, Păduri de fag Asperulo-Fagetum, Pajiști carstice calcaroase sau bazofile, de Alysso-Sedion albi, Pajiști panonice carstice (Stipo-Festucetalia pallentis).
La baza desemnării sitului se află mai multe specii protejate:
- plante (2): papucul doamnei (Cypripedium calceolus), Pulsatilla slavica
- mamifere (6): lupul (Canis lupus), râs eurasiatic (Lynx lynx), liliac cărămiziu (Myotis emarginatus), liliac comun (Myotis myotis), liliacul mare cu potcoavă (Rhinolophus ferrumequinum), liliacul mic cu potcoavă (Rhinolophus hipposideros)

Pe lângă speciile protejate, pe teritoriul sitului au mai fost identificate 22 de specii de plante, 1 specie de amfibieni, 5 specii de mamifere, 3 specii de reptile.